# Strangalia solitaria
Strangalia solitaria är en skalbaggsart som beskrevs av Samuel Stehman Haldeman 1847. Strangalia solitaria ingår i släktet Strangalia och familjen långhorningar. Inga underarter finns listade i Catalogue of Life.